# Marsilea salvinioides
Marsilea salvinioides là một loài dương xỉ trong họ Marsileaceae. Loài này được Neck. mô tả khoa học đầu tiên năm 1775.
Danh pháp khoa học của loài này chưa được làm sáng tỏ. 